# Joffre Guerrón
Joffre David Guerrón Méndez (Ambuqui, 28 aprile 1985) è un ex calciatore ecuadoriano, di ruolo centrocampista o attaccante.

## Caratteristiche tecniche
Ala destra può giocare anche come esterno su entrambe le fasce, potendo adattarsi anche al ruolo di prima punta.

## Palmarès

### Club

#### Competizioni nazionali
- Coppa Libertadores: 1

LDU Quito: 2008
- Campionato messicano: 1

Tigres UANL: Apertura 2015